# William Hill
Ne doit pas être confondu avec William Hill (acteur)
William Hill plc est l'un des plus grands bookmakers du Royaume-Uni. Il est coté à la Bourse de Londres et fait partie de l'indice FTSE 250. En date du 2 août 2013, il a été répertorié comme ayant une valeur de  4.07 Mrd£ de la capitalisation boursière.

## Histoire
La société a été fondée par William Hill en 1934 à une époque où le jeu était illégal en Grande-Bretagne. Elle a changé de mains plusieurs fois, étant acquise par Sears Holdings en 1971, puis par Grand Metropolitan en 1988, puis par Brent Walker en 1989.
En septembre 1996, Brent Walker récupérait 117 M£ des 685 M£ qu’il avait payés pour acquérir William Hill après avoir découvert que Grand Metropolitan avait faussé les montants des bénéfices de l'entreprise au moment de la vente.
En 1997, la banque d'investissement Japonaise Nomura proposait un rachat de William Hill à un montant de 700 M£, quand Brent Walker s'est effondré avec des dettes supérieures à 1,3 G£ après une enquête menée par le Serious Fraud Office qui a condamné 2 administrateurs à des peines de prison,.
En février 1999, une proposition d’introduction en bourse a été abandonnée en raison d’un «faible intérêt» et Nomura s’est déchargé de la société au profit de la société d’investissement Cinven et CVC Capital Partners pour un montant de 825 M£.
La société a finalement été cotée à la Bourse de Londres en 2002. L'année suivante, le chef de la direction David Harding recevait une prime de 2.84 M£, faisant de lui le cinquième directeur le mieux payé du Royaume-Uni en 2003.
Il a acquis Sunderland Greyhound Stadium en 2002 et Newcastle Greyhound Stadium en 2003.
En juin 2004, le chef de la direction David Harding a vendu 5,2 M£ d'actions pour financer son divorce, ce qui a précipité la chute du capital de la société et qui a réduit de 75 M£ la valeur de l'entreprise,.
En 2005, William Hill a acheté 624 bureaux de paris appartenant à Stanley Leisure pour une valeur de 504 M£  au Royaume-Uni, en république d'Irlande, à l’île de Man et Jersey: cette acquisition a permis à la société de dépasser la société Ladbrokes et à se placer en première position sur le marché des paris au Royaume-Uni en termes de commerces mais pas en termes de revenus. L'Office des « Fair Trading » a obligé William Hill à revendre 78 magasins sur les 624 « Stanley shops » en raison de préoccupations concernant des pratiques anti-concurrentielles.
À la suite de craintes que William Hill ait trop payé pour les magasins Stanley, la société a été reléguée de l'indice FTSE 100 en décembre 2005.
En 2008, Ralph Topping a été nommé chef de la direction. Après avoir quitté l'Université Strathclyde en étant surnommé le « chenapan », Topping avait démarré chez William Hill les samedis dans un magasin de paris près de Hampden Park, à Glasgow, en 1973 et a monté les échelons petit à petit durant toutes ces années.
En novembre 2008, William Hill s’est associé à Orbis (dernièrement OpenBet), et à une société israélienne de logiciels nommée Playtech, pour remédier à son propre fonctionnement en ligne défaillant,.
Selon les termes de l'accord, William Hill aurait payé le fondateur de Playtech Teddy Sagi 144,5 M£ équivalent à différents actifs et sociétés affiliées. Cela inclut notamment plusieurs sites de casino en ligne que William Hill continue à utiliser sous le nom de WHG. Playtech aurait une valeur atteignant 29 % de la nouvelle entité William Hill Online.
La société a renoncé à  26 M£ lorsqu’elle a abandonné son ancien système interne,. En juin 2009, William Hill a soutenu Playtech en dépit du fait que leur partenaire ait perdu un quart de sa valeur boursière après un avertissement sur les bénéfices.
En octobre 2018, William Hill annonce l'acquisition de Mr Green & Co, une entreprise suédoise de pari ayant un important centre d'activité à Malte, pour 308 millions de dollars.
En juillet 2019, William Hill annonce la suppression de 4 500 emplois et la suppression de 700 magasins, à la suite de mesures gouvernementales visant à limiter l'addiction aux jeux d'argents.
En septembre 2020, Caesars Entertainment annonce l'acquisition de William Hill pour 3,7 milliards de dollars. Après cette acquisition, Caesars Entertainment annonce vouloir revendre les activités en dehors des États-Unis de William Hill, dont ces importantes activités au Royaume-Uni. En septembre 2021, 888 Holdings annonce l'acquisition des activités non-américaines de William Hill pour 3 milliards de dollars à Caesars Entertainment.

## Opérations

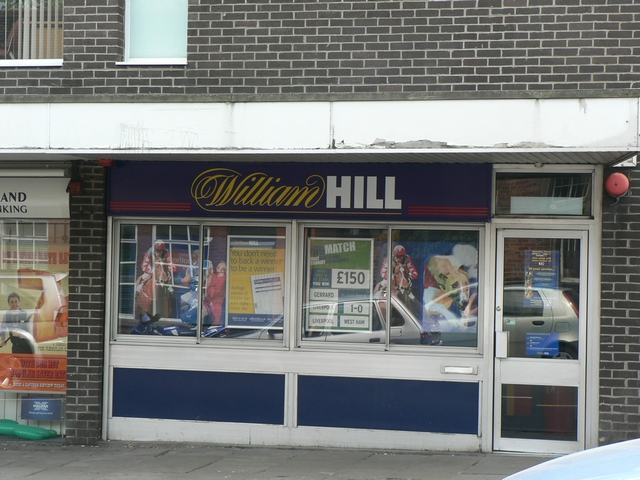
Un bookmaker William Hill à Headingley, Leeds.

La société opère dans le monde entier et emploie environ 17 000 personnes dont les bureaux principaux se situent au Royaume-Uni, en république d'Irlande et à Gibraltar, offrant des possibilités de paris par téléphone et par Internet mais aussi via les 2300 bureaux de paris ayant une licence et situés au Royaume-Uni. Ils sont considérés comme les plus grands opérateurs au Royaume-Uni, représentant environ 25 pour cent du marché au Royaume-Uni et en Irlande. Les centres d'appels Telebetting, qui sont situés à Rotherham et South Yorkshire ont enregistré 125 000 paris sur l’année 2007, l’année du Grand National et selon les dires de la société ses boutiques de paris traiteraient plus d'un million de bulletins de paris sur une journée moyenne.
En plus de ses activités de paris sportifs en ligne, la société propose aussi des jeux de casino en ligne, «des jeux d'adresse», du bingo en ligne et du poker en ligne. Depuis la loi des paris en ligne votée en 2005 (« Gambling Act »), les machines de jeux ont été favorisées et renforcent les bénéfices pour contrer la baisse des revenus dans d'autres domaines,.
En 2004, William Hill a créé sa propre chaîne de télévision câblée, qui a diffusé des programmes pendant deux ans, et propose maintenant une émission en interne émise directement de ses bureaux de paris. Cette émission filmée dans les studios de Leeds et se déroulant en tandem avec l’émission de radio offre un service unique aux parieurs potentiels.
En août 2010, William Hill a lancé un programme de formation destiné à son personnel comprenant plus de 10,000 employés afin de lutter contre le jeu des mineurs dans ses points de vente.
La société a été critiquée par les Syndicats nommés « Comunity » et « Unite » au sujet de son traitement vis-à-vis de ses employés commerçants,. Entre autres, il a été pointé du doigt le fait que le personnel soit exposé à des risques en forçant les employés à travailler seuls dans les bureaux, ou même en exigeant qu’ils travaillent des heures supplémentaires non rémunérées après leur journée de travail.
En novembre 2008, des analystes d'UBS ont fait part de leurs « préoccupations » au sujet du niveau de la dette de la Société, qui s'élevait à plus de 1 Mrd£ et revue plus tard à la hausse à 1,5 Mrd£. En 2009, la société a adopté à la fois une question de droits et une émission obligataire d'entreprise, dans le but de restructurer sa dette.
De 2001 à 2009, William Hill a payé George Howarth des sommes de 30 000 £ par an pour son rôle en tant que conseiller parlementaire. Il a mis en place des amendements sur le budget 2003 proposant des niveaux de taxation plus sévères sur les échanges de paris de personne à personne,. Howarth a quitté son poste à la suite du scandale des dépenses de 2009.

## William Hill Médias
Le nouveau site de la société a un rôle de réseau parallèle au bookmaker, proposant du sport en ligne des entretiens hippiques et d'autres contenus.
William Hill offre une variété de formats de médias interactifs à travers leurs magasins et sur Internet. Une chaîne de courses de chevaux en temps réel, William Hill Radio, existe depuis plus de dix ans, diffusant des commentaires en direct, des nouvelles et des extraits. Divers podcasts audio et visuels peuvent être téléchargés sur le site de nouvelles et sur iTunes. En juin 2010, William Hill a diversifié son activité grâce au service In-Play Radio afin de couvrir le secteur des paris sportifs.
William Hill diffuse quotidiennement pour ses boutiques de paris au Royaume-Uni - une première dans le jeu et la promotion de paris, et tout cela en direct des studios de Leeds.

## En dehors du Royaume-Uni
En 2009, William Hill installe ses bureaux  de jeux en ligne à Gibraltar à des fins d'évasion fiscale,. À Gibraltar, William Hill est membre du Pari Gibraltar et de l’Association du pari en ligne. Les bureaux d’opération de la compagnie étaient autrefois basés dans le paradis fiscal Néerlandais des Antilles, jusqu'à ce qu'en 2007 un changement dans la loi interdise aux entreprises non établies dans l'EEE de travailler avec le Royaume Uni.
En mars 2009, William Hill a fermé 14 de ses magasins dans la république d'Irlande ce qui a entrainé la suppression de 53 emplois. En février 2010, William Hill annonçait la remise en question des 36 magasins irlandais restants, en attendant la mise en place éventuelle de machines de jeu controversées dans les commerces irlandais.
William Hill a dû se retirer du marché italien en 2008, après seulement deux ans, un échec qui a coûté à la compagnie 1 M£ de fonds perdus. En Espagne, une entreprise commune a été démantelée en janvier 2010 après que les partenaires Codere aient racheté les 50 % de William Hill pour 1 €, alors que les deux parties avaient investi un montant « initia l» de 10 M€ en avril 2008. William Hill a perdu 11,6 M£ en 2008 et 9,3 M £ en 2009.
En septembre 2009, la société a participé à un appel d'offres pour acquérir la première licence de jeu en ligne d’Inde, exprimant ainsi leur intérêt d’entrer dans le marché des paris indiens via le lointain district Himalayen du Sikkim.
En juin 2012, William Hill a étendu ses activités au Nevada, le seul État Américain à autoriser les paris sportifs à part entière, en achetant trois chaînes de paris sportifs : Lucky’s, Leroy’s, et les opérations de satellites du Club Cal Neva, pour un montant total de 53 M$. Ce deal a permis de donner le contrôle de l'entreprise de 55 pour cent des sites de paris sportifs de l'État, et 11 pour cent du chiffre d'affaires total de l’État. Les trois chaînes ont été rebaptisées sous le nom de William Hill.

## Parrainage
En 2007, William Hill a menacé de retirer son parrainage de différentes courses de chevaux, à la suite du différend concernant la TurfTV. William Hill, qui avait été le critique le plus fort de TurfTV, a été par la suite contraint de faire marche arrière et à s’abonner à la chaine en janvier 2008.
En août 2009, William Hill est devenu le sponsor de maillot de Málaga CF, une équipe de football du championnat d'Espagne.
La société parraine le prix du livre de l'année William Hill Sport. Ceci est « dédié à récompenser l'excellence dans l'écriture de sport ».

## Publicité
En mai 2008, l’organisme du code de la publicité dénommé l’ « Advertising Standards Authority (ASA) » a interdit à William Hill de diffuser à la télévision une publicité qu'ils ont jugé représentant «un comportement de jeu socialement irresponsable».
En octobre 2009, l'ASA a interdit une affiche et une annonce de presse nationale qui faisaient la promotion de « 100 £ de paris gratuits ». L'annonce a été jugée «de nature à induire en erreur» et en violation avec les codes de l’organisme « Committee of Advertising Practice » relative à la « vérité».
En mars 2010, une annonce indiquant ""William Hill meilleurs projets fiscaux"" (FACT en anglais) a été interdite par l'ASA. Cette publicité a violé plusieurs codes de l’organisme « Committee of Advertising Practice », y compris celles relatives à la «justification», «vérité» et «honnêteté».
En septembre 2011, William Hill diffusait une annonce de télévision reprenant le single de 2005 ""A Bit Patchy"".
En décembre 2012, des annonces indiquant ""les meilleurs prix sur les meilleurs chevaux"" et ""les meilleurs prix sur les meilleures équipes"" ont été interdites par l'ASA. Ces publications ont violé plusieurs codes de l’organisme « Committee of Advertising Practice », y compris celles relatives à la « publicité trompeuse », « Justification » et« comparaisons ». L'ASA a également interdit une annonce promettant les ""meilleures cotes garanties"" étant jugée trompeuse.

## Principaux actionnaires
Au 4 avril 2020.
| M&G Investment Management            | 5,35% |
| Artemis Investment Management        | 5,06% |
| Silchester International Investors   | 5,01% |
| Schroder Investment Management       | 4,99% |
| Société Générale Gestion             | 4,12% |
| UK Tote Group                        | 3,66% |
| The Vanguard Group                   | 3,20% |
| Norges Bank Investment Management    | 3,13% |
| Morgan Stanley Investment Management | 2,99% |
| Capital Research & Management - GO - | 2,43% |